# Şenyurt, Turhal
Şenyurt là một thị trấn thuộc huyện Turhal, tỉnh Tokat, Thổ Nhĩ Kỳ. Dân số thời điểm năm 2011 là 2.23 người.